# Seolleongtang
Seolleongtang es una sopa elaborada con hueso de pierna de buey típica de la cocina coreana. Se trata de una sopa de elaboración sencilla que emplea como condimentos tan sólo sal y cebolleta finamente picada. A veces se añade pimienta negra y se cocina a fuego lento durante varias horas con el objeto de extraer de los huesos todo el sabor posible. La apariencia blanco-lechosa hace que se sirva con arroz hervido